# Haukur Sigurðsson
Haukur Sigurðsson (* 28. Juli 1930 in Ólafsfjörður; † 16. November 2006 in Skien, Norwegen) war ein isländischer Skirennläufer.

## Werdegang
Haukur startete auf Vereinsebene für Skíðafélag Ólafsfjarðar aus Ólafsfjörður. Im Februar 1952 nahm er an den alpinen Skiwettbewerben bei den Olympischen Winterspielen im norwegischen Oslo teil. Im Riesenslalom kam der zu diesem Zeitpunkt 21 Jahre alte Isländer nach 2:57,0 min als 51. und bester Landsmann unter 83 Startern ins Ziel. Am Folgetag erreichte Haukur im Abfahrtsrennen in 3:06,0 min wiederum als bester Isländer den 49. Platz bei 81 gestarteten Läufern. Es blieb sein bestes olympisches Resultat. Beim abschließenden Slalom am 19. Februar kam Haukur im ersten Lauf nicht ins Ziel und konnte sich somit nicht für den zweiten Lauf qualifizieren. Sigurðsson nahm auch an den Alpinen Skiweltmeisterschaften 1954 in Åre teil.